# Tonsillenstein

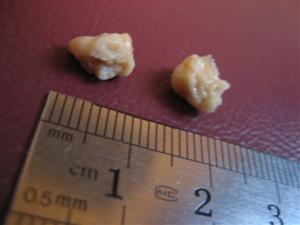
Tonsillolith

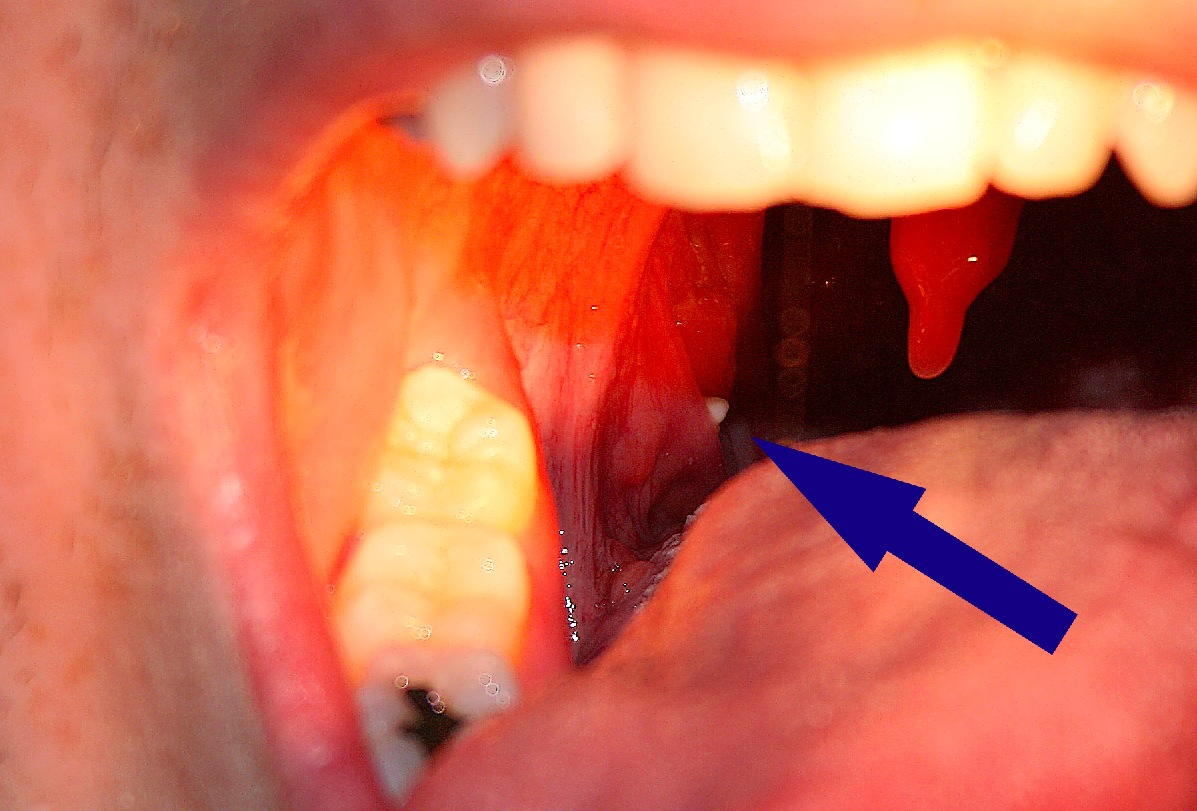
Tonsillolith, der Gaumenmandel anhaftend

Tonsillensteine (auch Mandelsteine oder Tonsillolithe) sind wenige Millimeter große Gebilde aus dem Rachenraum von weiß-gelblicher Farbe und von weicher bis fester Konsistenz, die einen unangenehmen Geruch aufweisen. Sie können in den Krypten der Gaumenmandeln (Tonsilla palatina) – oder seltener in der Zungenmandel (Tonsilla lingualis) – entstehen und bestehen aus Speiseresten und abgestoßenen Zellen der Schleimhaut. Tonsillensteine verursachen in der Regel keine Symptome und sind nicht behandlungsbedürftig. Größere Tonsillensteine können Halsschmerzen oder Schluckbeschwerden verursachen, wobei sich kleinere Tonsillensteine meist spontan lösen. Weiterhin können Tonsillensteine eine Ursache für Mundgeruch sein.
An den Kryptenöffnungen sichtbare Tonsillensteine können fälschlicherweise mit Fibrinbelägen einer Mandelentzündung (Stippchen) verwechselt werden. Beim ausschließlichen Vorhandensein von Tonsillensteinen fehlt es jedoch an Entzündungszeichen wie Rötung, Schwellung oder Halsschmerzen.